# Episodi di Morgane - Detective geniale (prima stagione)
La prima stagione della serie televisiva franco-belga Morgane - Detective geniale (HPI - Haut potentiel intellectuel) è composta da 8 episodi.
In Italia è stata trasmessa in prima visione su Rai 1 ogni martedì dal 14 settembre al 5 ottobre 2021, con due episodi alla volta per quattro prime serate.
| nº | Titolo originale       | Titolo italiano         | Prima TV Belgio | Prima TV Italia   |
| -- | ---------------------- | ----------------------- | --------------- | ----------------- |
| 1  | Vents d'ouest          | Vento dell'Ovest        | 20 aprile 2021  | 14 settembre 2021 |
| 2  | Coutume Malgache       | La missione di Basil    | 20 aprile 2021  | 14 settembre 2021 |
| 3  | Colin-Maillard         | Uno strano rapimento    | 27 aprile 2021  | 21 settembre 2021 |
| 4  | Phyllobates terribilis | Phyllobates terribilis  | 27 aprile 2021  | 21 settembre 2021 |
| 5  | Tel maître, tel chien  | Tale padrone, tale cane | 4 maggio 2021   | 28 settembre 2021 |
| 6  | Hep et Soja            | Attrazione fatale       | 4 maggio 2021   | 28 settembre 2021 |
| 7  | Cocktail Molotov       | Cocktail Molotov        | 11 maggio 2021  | 5 ottobre 2021    |
| 8  | Homme de peu de foi    | Uomo di poca fede       | 11 maggio 2021  | 5 ottobre 2021    |

## Vento dell'Ovest
- Titolo originale: Vents d'ouest
- Diretto da: Vincent Jamain
- Scritto da: Alice Chegaray-Breugnot

### Trama
Morgane Alvaro è una donna delle pulizie di 38 anni ed è un soggetto ad alto potenziale cognitivo con un Q.I pari a 160. Durante un turno notturno alla centrale di polizia di Lilla, fa cadere casualmente un dossier sull'omicidio di Antoine Levasseur, trovato morto nella propria casa, ucciso con un fucile da caccia. Jeanne, avvocato e moglie di Levasseur, risulta scomparsa, e secondo gli investigatori è la principale sospettata. La mattina seguente, dopo aver trovato una scritta su un vetro lasciata da Morgane che indica Jeanne come vittima, l'agente Adam Karadec interroga Rosalie, sorella di Jeanne e biologa specializzata in proliferazione batterica, che si dice certa dell'innocenza di Jeanne e non sa dove si trovi. Rosalie ha un alibi per il giorno dell'omicidio: sostiene che stava facendo una presentazione scientifica.
Morgane, ascoltata da Adam e dal commissario Céline Hazan, afferma di non essersi voluta mettere in mezzo alle indagini, ma di sentire la necessità di risolvere qualsiasi errore, problema o enigma si trovi davanti. Poi spiega che Jeanne non può essere la colpevole perché risulta essere una maniaca dell'ordine, mentre dalle fotografie si vede una tenda senza cordino e dei peli sulla gamba di una sedia dovuti al residuo di colla di uno scotch tolto: questo significa che qualcuno è stato legato alle mani col cordino della tenda e alla sedia per le caviglie con lo scotch, ma siccome sui polsi di Antoine non ci sono segni ciò vuol dire che è Jeanne a essere stata legata da una terza persona, che poi l'ha rapita; inoltre, dal rapporto della polizia risulta che la macchina di quest'ultima è stata trovata sul posto, il che rende improbabile che sia stata Jeanne a uccidere il marito e a rapire la terza persona. Dai filmati delle telecamere si vede una donna introdursi in casa di Levasseur nell'ora dell'omicidio: si tratta di Sophia Belkadi, che alcuni mesi prima perse un importante processo in cui Jeanne era l'avvocato della parte avversa. Sophia spiega di aver citato in giudizio Philippe Leroux, suo ex superiore alla Tech Activité, perché lui l'ha molestata sempre più pesantemente per due anni fino a che la violentò nel suo ufficio. Sophia ha minacciato Jeanne perché al processo l'ha fatta passare per una pazza, Leroux è rimasto in libertà mentre lei è stata umiliata e ha perso tutto. Il giorno dell'omicidio si trovava nella propria casa, ma non ci sono testimoni che possano confermarlo.
Morgane identifica il video che vede Sophia recarsi a casa di Levasseur come falso, poiché gli alberi si muovono secondo il vento dell'ovest, tipicamente primaverile, mentre in autunno ci sono solo venti del sud: quindi la data è stata modificata, e il video risale ad almeno tre mesi prima. Céline è colpita dall'intelligenza di Morgane e le chiede se vuole lavorare per la polizia, ma Morgane rifiuta perché ha un problema con l'autorità (non ha mai tenuto un lavoro per più di due mesi), per non parlare della vita privata. Morgane infatti, oltre a essere decisamente testarda e irascibile, ha tre figli a carico: Théa, avuta dal primo marito Romain, scomparso in circostanze misteriose 15 anni prima, e Eliot e la bebè Chloé, avuti dal secondo marito Ludovic, dal quale si è recentemente separata.
Adam incontra Mathilde, figlia di Antoine e Jeanne. La ragazza rivela che sua madre le aveva raccontato che al lavoro una donna si era suicidata, e crede che lei si sentisse in colpa per qualcosa. Questa donna si chiamava Sarah Vallée, dalla quale Jeanne ha ricevuto una lettera nel suo studio, rimanendone sconvolta e via via più nervosa. Céline decide di chiedere nuovamente a Morgane di collaborare, nonostante l'opposizione di Adam essendo lei una civile, rischiando il vizio di procedura. Morgane, che ha aggredito un pubblico ufficiale che l'ha canzonata, viene multata con 45 000 euro, ma Céline le propone come accordo di collaborare con la polizia. Morgane accetta.
Mathilde conversa con Morgane e le mostra vari selfie di sua madre, tra cui l'ultimo inviatole da casa. Mathilde viene ospitata dalla zia Rosalie, la quale dichiara ad Adam, Gilles e Morgane di non essere a conoscenza del suicidio di Sarah. Morgane recupera la lettera di Sarah, che Jeanne teneva nella cassaforte del suo ufficio, e la mostra ad Adam: anche Sarah, che era stata assunta cinque anni prima alla Tech Activité come assistente di direzione, era stata sistematicamente aggredita da Philippe Leroux, e probabilmente Jeanne, comprendendo la realtà dei fatti, non voleva più difendere Leroux in appello e voleva portare la lettera in tribunale. Leroux viene liberato perché, come asserisce il suo avvocato Sedillot, l'unica prova ottenuta contro di lui l'hanno avuta con un'effrazione, in quanto Morgane è stata vista introdursi nell'ufficio dalla sua assistente. Tuttavia, Leroux viene nuovamente interrogato poiché si scopre che dai tabulati telefonici risulta che all'ora dell'omicidio lui si trovava da Jeanne. Secondo Morgane però non è stato lui ad aver rapito Jeanne, inoltre spiega ad Adam che i sigari fumati da Sedillot gli sono stati dati da Leroux al rientro da un viaggio a Cuba (tesi rafforzata dalla menzione nella lettera di Sarah dell'odore di tabacco), e sono stati comprati direttamente alla piantagione poiché sono senza fascetta; anche Rosalie è stata a Cuba, poiché ha come souvenir una macchinina de L'Avana, l'unico oggetto non impolverato, quindi si tratta di un acquisto recente. Si evince quindi che Leroux ha sedotto Rosalie, con la quale ha viaggiato a Cuba, per fare pressione su Jeanne, e che Rosalie, pazza per Leroux, è pronta a tutto per compiacerlo, anche chiedere alla sorella di non farlo finire in prigione. Morgane ipotizza che il giorno in cui Rosalie ha fatto la presentazione scientifica non sia lo stesso giorno dell'omicidio.
Morgane ripensa all'ultimo selfie inviato da Jeanne a Mathilde, in cui si notano dei fiori freschi in un vaso; dall'amico e vicino di casa Henri, scopre che un mazzo di fiori resiste in un vaso per almeno 4 o 5 giorni. Tornando a casa dei Levasseur, Morgane fa notare ad Adam che le piante sono tutte secche, e che l'acqua nel vaso dei fiori visibili nel selfie, scattato 36 ore prima dell'omicidio, è evaporata troppo rapidamente. Rosalie avrebbe cercato di convincere Jeanne a difendere ancora Leroux e a non mostrare la lettera al giudice. Jeanne ha rifiutato, Antoine è intervenuto ma Rosalie gli ha sparato con il fucile da caccia; Rosalie si è fatta prendere dal panico, ha legato la sorella per trovare una soluzione, poi l'ha rapita per guadagnare tempo, far passare il processo e salvare Leroux. Dopodiché ha aumentato la temperatura del termostato da remoto grazie a un'applicazione, fino alla temperatura del corpo di Antoine: è stato questo a sviare i calcoli del medico legale, che ha creduto che l'ora della morte fosse 24 ore dopo. Ciò ha consentito a Rosalie di procurarsi un alibi di ferro, e poi ha rimesso la stanza a 20 gradi per l'arrivo degli agenti. Jeanne viene ritrovata in una cantina che Rosalie aveva affittato da poco, e quest'ultima viene arrestata.
Céline consegna a Morgane un'offerta di lavoro come consulente di polizia. Morgane spiega a Théa che lei è nata perché desiderata, che non è vero che Romain è scappato quando Morgane era incinta, ma che gli è capitato qualcosa ed è scomparso, anche se la polizia non le ha mai creduto; tuttavia Théa, che prova un costante senso di inferiorità sia nei confronti della madre che dei fratellastri (specie per il fatto che hanno un padre su cui poter contare), non la sta ad ascoltare. Céline accetta la richiesta di Morgane di riaprire il caso sulla sparizione di Romain.
- Altri interpreti: Camille Aguilar (Mathilde Levasseur), Caroline Filipek (Jeanne Levasseur), Émilie Lafarge (Rosalie Tellier), Philippe Capelle (avvocato Sedillot), Benjamin Egner (Philippe Leroux), Valérie Leroy (Sophia Belkadi), Clément de Preiter (pubblico ufficiale), Denis Beauvillain (pubblico ufficiale), Alexandra Michel-Marichez (cassiera).
- Ascolti Belgio: telespettatori 523 049 – share 34,1%[3].
- Ascolti Italia: telespettatori 4 476 000 – share 19,9%[4].

## La missione di Basil
- Titolo originale: Coutume Malgache
- Diretto da: Vincent Jamain
- Scritto da: Stéphane Carrié e Alice Chegaray-Breugnot

### Trama
Morgane, Karadec, Gilles e la squadra indagano sull'annegamento di un uomo, Benjamin Winkler, in una vasca da bagno di un hotel. Il legno del pavimento è esotico non trattato, ma non presenta impronte, che si sarebbero trovate camminandoci a piedi nudi, quindi Benjamin ci è stato portato, difatti uno degli asciugamani è piegato diversamente ed è stato usato per pulire il pavimento; in più, accanto al corpo c'è un bicchiere diverso dagli altri nella stanza, quindi Benjamin deve aver preso qualcosa al bar prima di salire in camera, e molto probabilmente non doveva essere solo. Il barista conferma che la sera prima Benjamin, tornato in camera completamente ubriaco, era accompagnato da una donna che si scopre essere il chirurgo Gladys Purger. Quest'ultima, vedova da 9 mesi dopo che il marito è morto in un incidente d'auto, dice ad Adam di aver conosciuto Benjamin 3 mesi fa al bar dell'hotel e che la sera prima se n'è andata dopo che lui si è addormentato nella vasca da bagno.
Céline comunica a Morgane di non aver trovato ancora niente su Romain, la cui esistenza in Francia è ferma al 2005. Morgane ritiene che sia stata la polizia a far sparire Romain, perché loro due hanno partecipato a un presidio sul territorio nei pressi di Amiens per impedire la costruzione di un'autostrada; dopo qualche giorno la polizia li ha sgomberati in modo violento, Romain si è scontrato con un agente, si è fatto arrestare e da allora non l'ha più visto: era il 5 novembre 2005.
Adam scopre dai colleghi belgi che Benjamin Winkler è vivo e ha perso il documento 6 mesi fa: infatti il morto usava un nome falso. Morgane esamina alcuni indumenti del defunto, che sono chiaramente di marca, ma usati e ricuciti in più punti, e le scarpe sono macchiate con cemento fresco. Grazie al numero impresso su una chiave e alla presenza di lavori in corso presso un condominio, Morgane e Adam si recano all'abitazione dove Vincent Berger, vero nome del defunto, viveva con la moglie Alexandra e la figlia Lily, molto legata al pupazzo d'orso Basil che il padre le aveva regalato per il quinto compleanno. Alexandra spiega ad Adam che il marito lavorava come consulente patrimoniale e che era spesso fuori casa per affari, al che Adam le rivela che la sera prima il marito si trovava in hotel con un'altra donna; tuttavia Morgane non crede che Vincent si fosse preso la briga di assumere un'altra identità solo per un tradimento, ma che nascondesse qualcos'altro. Sul bicchiere trovato nella camera d'hotel ci sono tracce di GBL, una sostanza i cui effetti sono gli stessi della droga da stupro, ad esempio a seconda della dose può portare al coma e dopo qualche ora sparisce dal sangue. Gladys ha lasciato l'hotel prima che Vincent morisse, e nessun altro è entrato dopo di lei, ma Morgane nota che la finestra è socchiusa, quindi l'assassino dev'essere passato di lì. La squadra viene a sapere che Vincent aveva problemi economici poiché la sua azienda aveva chiuso i battenti alcuni mesi prima: Vincent era completamente rovinato, ma nessuno lo sapeva, neppure la moglie, e nonostante ciò il conto della famiglia era alimentato da quello aziendale, sebbene non ci fossero clienti. Gilles trova dietro l'hotel un panetto di magnesio, la polvere che si usa per le scalate, quindi la tesi di Morgane è plausibile.
Daphné trova un bonifico di Eve Ribois, attualmente ricoverata in una casa di cura. Morgane e Adam visitano Eve, la quale è certa che Vincent (che lei conosce col nome di Benjamin), a cui ha versato 80 000 euro per acquistare un monolocale per suo figlio Erwan nel centro di Lilla, sia il suo compagno e che la porterà via. All'uscita dalla casa di cura, Erwan spiega che tempo fa sua madre ha avuto un ictus e che lui ha cominciato l'università subito dopo, e non poteva occuparsene; quando Eve conobbe Benjamin lui era diffidente, anche perché sua madre stava da sola da anni, e dopo le recenti continue ricadute i medici hanno stabilito che Eve soffre di demenza. Adam gli rivela che Benjamin si chiama in realtà Vincent e che è morto due giorni prima.
Céline mostra a Morgane un verbale firmato da Romain, il quale è stato rilasciato dal commissariato il giorno dopo l'arresto. L'ipotesi dell'allontanamento volontario resta la più probabile, ma Céline promette che continueranno a cercare.
Daphné scopre che il monolocale destinato a Erwan in realtà non era in vendita, e che Vincent l'aveva affittato solo per farlo visitare da Eve, ed era pronto a rifarlo con Gladys. Morgane scopre da Gilles che Lily compirà cinque anni fra tre giorni, perciò si domanda perché il padre le abbia dato il regalo di compleanno così in anticipo. Morgane chiede alla bambina di prestarle Basil per una “missione”: nella tasca sul retro del pupazzo trova svariate banconote e tre biglietti aerei di sola andata per l'Argentina. Lily è consapevole che il padre non tornerà perché è morto, dato che la madre glielo ha rivelato. Alexandra è arrabbiata con Vincent perché crede che non la amasse, ma Morgane le rivela che lui seduceva altre donne per truffarle perché era finito sul lastrico, l'attività era in bancarotta e preferiva fingere piuttosto che ammettere la verità, per non passare per fallito e perderla, dato che la amava. Da una fotografia di Lily, Morgane nota il braccio di un uomo con un tatuaggio, lo stesso portato dal barista interrogato all'inizio. Morgane spiega ad Adam che non è un caso se sia Eve che Gladys, entrambe ricche e sole, avevano incontrato Vincent al bar: gliele aveva trovate qualcuno che conosceva bene, e quel qualcuno è proprio il barista. Quest'ultimo, appena nota la fotografia sul bancone, prova inutilmente a scappare, inseguito e infine bloccato da Adam. Il poliziotto rimprovera Morgane per non avergli detto come intendeva procedere dato che ha scoperto che Greg, il barista, è un pregiudicato pericoloso ed è un miracolo che non ci siano stati feriti, anche perché lui non era provvisto di pistola d'ordinanza. Morgane ci rimane male e decide di non fare più da consulente, al che Céline spiega ad Adam che Morgane aveva accettato di collaborare purché si riaprisse il caso su Romain.
Greg ammette di essere stato lui a proporre a Vincent di attuare la truffa sentimentale, con l'accordo di dividere a metà i guadagni. Adam gli rivela che nel peluche di Basil ci sono le banconote e i biglietti di sola andata per l'Argentina per la sua famiglia, così da cominciare una nuova vita: Vincent infatti si era pentito di quello che aveva fatto e voleva smettere. Tutto farebbe pensare che l'assassino sia Greg, ma il barista ha fatto una pausa alle 23, e Vincent era già morto a quell'ora. Morgane si scusa con Adam per essersela presa, ha capito che deve essere più responsabile, e nell'attesa ha capito chi è il colpevole. Greg ha le unghie lunghe, piuttosto scomode nel caso di un'arrampicata, e infatti non ha mai frequentato i centri sportivi di Lilla; ci sono però le palestre universitarie, così Morgane ha mandato Théa, che sa cos'è il GBL (Morgane ha perciò dedotto che si tratta di una droga da giovani), alla facoltà di economia dove dei ragazzi del corso di arrampicata le hanno consegnato un opuscolo dove tra gli studenti compare Erwan. La complice di Erwan era proprio Gladys, che confessa alla polizia di essere stata contattata da Erwan, in cerca di Vincent: il ragazzo le disse cosa Vincent aveva fatto a sua madre, e che lei stessa era la prossima vittima. Gladys non aveva intenzione di farsi imbrogliare, così Erwan le aveva fornito il GBL e lei aveva lasciato la finestra socchiusa così che lui entrasse per ucciderlo. Erwan, piangendo, dice di sentirsi in colpa per aver lasciato sua madre “con quel bastardo”, che i medici hanno detto che per Eve non ci sono più speranze. Adam lo rassicura che non ha colpe per quello che è capitato a sua madre, e gli consente di salutarla prima dell'arresto. Erwan saluta la madre dicendole che deve andare all'estero a Shanghai, per l'università.
Adam e Céline convocano Morgane al dipartimento: hanno scoperto che dopo un'interferenza nel filmato su Romain fornitogli da Morgane, è presente un'altra registrazione in cui Romain litiga con una certa Agnes, accusata di tormentare lui e Morgane. Quest'ultima, che non aveva mai visionato quella parte del filmato, rivela che Agnes è sua madre.
- Altri interpreti: Nicolas Baisin (Romain), Salima Sarah Glamine (Alexandra Berger), Victor Pontecorvo (barista Greg), Vassili Schneider (Erwan Ribois), Isabelle Defosse (Eve Ribois), Catherine Demaiffe (Gladys Puger), Enola Cliquennois (Lily Berger), Manon Lheureux (impiegata), Heriniaina Rakotoson (monsieur Randrianarimanana), Olivier Vaillant (Vincent Berger).
- Ascolti Belgio: telespettatori 523 049 – share 34,1%[3].
- Ascolti Italia: telespettatori 3 886 000 – share 21,5%[4].

## Uno strano rapimento
- Titolo originale: Colin-Maillard
- Diretto da: Vincent Jamain
- Scritto da: Julien Anscutter, Marion Carnel, Alice Chegaray-Breugnot e Stéphane Carrié

### Trama
Laura e Juliette, due sorelline di 5 e 8 anni, sono scomparse da due giorni. Florence Grangeon, madre delle bambine, informa la polizia di essersi separata dal marito, Franck Sorin, col quale ha l'affidamento congiunto; quest'ultimo è solito portare le figlie al campeggio nei weekend, e Florence teme che possa essere capitato un incidente. Arnaud, facoltoso proprietario di una catena alberghiera mondiale di lusso e nonno materno delle bambine, disprezza apertamente il genero, che crede abbia rapito le nipoti per non perderne la custodia, dato che secondo lui Franck non è in grado di mantenerle col suo stile di vita. Florence confida a Morgane che all'inizio tra lei e Franck tutto procedeva bene, e che a un certo punto lui divenne un ambientalista radicale; un giorno comprarono una fattoria per farne un agriturismo ecosostenibile, un'idea che non entusiasmava Arnaud. Gli affari però andavano male, e Florence si vide costretta, col disappunto del marito, a chiedere un aiuto economico ai genitori; non volendo coinvolgere le figlie, Florence tornò dai suoi genitori e decise di separarsi da Franck, e i due iniziarono una guerra per la custodia. Nonostante ciò, lei non crede che Franck sia arrivato al punto da rapire le bambine.
Adam e Morgane controllano l'agriturismo di Franck, dove il primo trova il pupazzo di Laura mentre la seconda, scavando nella serra adibita a permacultura, trova il cadavere di Franck, morto per un trauma cranico 12 ore prima. Gilles viene a sapere dall'ortolano che riforniva Franck che il giorno prima quest'ultimo aveva litigato furiosamente con una donna. Alla villa della famiglia Grangeon, Adam comunica il ritrovamento del corpo di Franck e l'inizio delle ricerche di Laura e Juliette, mentre una domestica racconta a Morgane che Franck era un padre amorevole e che qualche giorno prima, dopo averlo visto uscire dall'ufficio del suocero, lo vide molto teso. Morgane ottiene l'infamante relazione stilata dall'assistente sociale, Clara Patrelli, che ha evidentemente dichiarato il falso: è lei la donna con cui Franck aveva litigato. Sollecitata da Morgane e Adam, Clara ammette di essere stata corrotta da Arnaud in cambio di un soggiorno in un suo albergo, e che Franck l'aveva capito; lei gli propose di riscrivere la relazione ma lui rifiutò, rispondendole che il suocero aveva già corrotto altre persone e che doveva fermarlo. Dopo essersene andata, Clara raccontò tutto ad Arnaud.
Agathe, moglie di Arnaud, dichiara che la sera prima il marito non si trovava a Lilla. Jérémy Morel, al servizio di Arnaud da 15 anni, conferma che c'era un'emergenza in un hotel di Deauville, ma si tradisce quando rivela che avevano fatto il pieno di benzina la mattina, perciò dice che il suo capo gli aveva chiesto di mentire. Morgane nota che le fotografie ricavate dalla stampante dei Grangeon presenta lo stesso difetto di una fotografia trovata all'abitazione di Franck: infatti le testine rilasciano alcune righe rosa. Adam scopre che l'uomo presente nella foto (accompagnato dalla moglie, il cui pareo presenta il logo della catena di hotel di Arnaud) è un giudice del tribunale amministrativo di Lilla, che nel 2016 autorizzò Arnaud a costruire un hotel in un'area palustre protetta malgrado le proteste di tre associazioni ecologiste; risulta che due mesi prima il giudice era in safari Tanzania, in uno dei suoi hotel. Franck aveva deciso di denunciarlo, stava raccogliendo tutte le prove ed era pronto a divulgarle. Dopo essere stato avvisato dall'assistente sociale, Arnaud inviò un messaggio a un telefono usa e getta usato da Ivan, l'uomo che l'imprenditore è solito chiamare per dare bustarelle o zittire qualcuno. Arnaud ribadisce che non avrebbe mai ordinato di fare del male al padre delle sue nipotine. Ivan è estraneo al rapimento, ma ammette che, quando era andato da Franck per convincerlo a non denunciare il suocero, scappò dopo averlo visto litigare con Florence, che non voleva che mandasse suo padre in prigione.
Henri informa Morgane che sua madre Agnes è venuta a trovare lei e i nipoti, cosa che la disturba seppur cerchi di mantenersi cordiale.
Da una foto segnaletica di Laura e Juliette trasmessa in televisione, Morgane nota che un faretto è orientato in modo da illuminare una statuetta di Buddha che quando era andata alla villa dei Grangeon con Adam era però assente: questo perché qualcuno l'ha spostata poiché voleva aprire la vetrina con le porcellane cinesi, che costano una fortuna. Morgane si reca dal più grande esperto di antichità cinesi di Lilla, specializzato in porcellane della dinastia Ming, dove trova anche Florence. Morgane le dice di aver scoperto che ha sostituito uno dei vasi di sua madre, appassionata di ceramiche cinesi, con un falso (ci sono raffigurati bambini che giocano a mosca cieca, un passatempo diffusosi solo nel XVI secolo, quindi non era pervenuto durante la dinastia Ming): uscita dal negozio, Florence ammette di voler vendere il vaso autentico per pagare il riscatto di 100 000 euro richiesto dal rapitore delle figlie, che in caso contrario ha minacciato di ucciderle; inoltre dice di non aver parlato del suo ultimo incontro con Franck perché suo padre, anche non è un santo, non merita di finire in prigione. Lo scambio avverrà il mattino successivo alle 8, nella zona industriale.
Poco prima dello scambio, Adam raggiunge Florence e Morgane. Quest'ultima chiama il numero di Adam e dà il suo cellulare a Florence in modo che il poliziotto, seguendo le indicazioni del rapitore, possa ascoltarli durante lo scambio e intervenire se necessario. Quando il rapitore si mette in fuga, senza prima aver liberato le bambine, in lontananza Adam gli spara a un braccio, ma l'uomo riesce comunque a seminarlo con l'automobile di Franck. Tuttavia, Adam ha preventivamente inserito nella borsa coi soldi un localizzatore: l'auto viene trovata in fiamme, ma al suo interno viene trovata solo la borsa con i soldi. Dopo l'arrivo della scientifica, Morgane entra nel veicolo, dalla posizione del sedile deduce che il rapitore è di bassa statura, e una volta attivata la radio, che sta trasmettendo una gara di ippica, arriva all'identità dell'uomo: Jérémy. Adam e Morgane tornano alla villa dei Grangeon e arrestano Jérémy. Giunti anche Florence, Arnaud e Agathe, Morgane spiega come stanno i fatti: Jérémy gioca sempre gli stessi numeri, che corrispondono alla data di nascita di Florence, inoltre cerca sempre di attirare la sua attenzione, di farle piacere e passa giornate intere a osservarla (come dimostra il fatto che parcheggia l'auto sempre sotto lo stesso albero, l'unico punto da cui si vede la finestra della camera di Florence); Jérémy sognava di far fortuna per darle una vita agiata, ma lei lo ignorava e si è sposata con Franck. Jérémy risponde a Florence che Franck non la meritava perché l'aveva fatta vivere nella fattoria, voleva riavere Laura e Juliette e mandare Arnaud in prigione; il riscatto serviva solo per allontanare i sospetti da lui. Le bambine, che erano scappate dall'auto, vengono ritrovate nella foresta accanto al parco di Scarpe-Escaut dove, seguendo le istruzioni di un manuale, si erano messe al riparo in attesa dei soccorsi.
- Altri interpreti: Michel Voïta (Arnaud Grangeon), Clémentine Baert (Florence Grangeon), Annette Lowcay (Agathe Grangeon), François Pérache (Jérémy Morel), Olivier Faliez (Ivan Bocquet), Juliette Andrea (Juliette Sorin), Margot André (Laura Sorin), Saverio Maligno (avvocato Balland), Cerise Peroua (Cheryl), Pauline Pouchin (Clara Patrelli), Jean-Pierre Duthoit (antiquario), Cédric Le Maoût (impiegato allo sportello).
- Ascolti Belgio: telespettatori 562 949 – share 33,6%[3].
- Ascolti Italia: telespettatori 4 251 000 – share 19,40%[5].

## Phyllobates terribilis
- Titolo originale: Phyllobates terribilis
- Diretto da: Vincent Jamain
- Scritto da: Julien Anscutter, Julie-Anna Grignon, Alice Chegaray-Breugnot e Stéphane Carrié

### Trama
Fanny Mariani, veterinaria ventottenne specializzata in animali esotici, viene trovata morta nel suo ufficio; non ci sono segni di violenza sul corpo, anche se sui palmi c'è un rossore sospetto. Intorno vengono trovati numerosi fogli con stampata la parola Omicidio, stampati da Fanny. Morgane spiega che se Fanny ha usato il computer e non il taccuino è per il comando vocale: era paralizzata, per questo non poteva afferrare la penna. Prima di morire Fanny si è lavata le mani, e il rossore sui palmi è causato dal veleno della phyllobates terribilis, un anfibio estremamente tossico; difatti, l'esemplare maschile viene ritrovato all'interno del distributore di sapone liquido.
Camille Duez, proprietaria di un centro estetico e amica di Fanny (conosciuta due anni prima a un corso di yoga), ne ha denunciato la scomparsa perché suo figlio Maël, molto affezionato a Fanny, la sera prima aveva una gara di karate, e lei non si era presentata; dice di non sapere se Fanny avesse nemici, né se avesse una relazione. Poco dopo Camille viene raggiunta da suo marito Paul e Maël, il quale crede che a uccidere Fanny possa essere stato un uomo col quale l'aveva vista litigare, dato che ogni mercoledì Maël rimane nella clinica veterinaria con Fanny. In centrale vengono convocati i genitori di Fanny, Thierry e Odile, col quale la donna non aveva rapporti da otto anni, cioè durante gli studi universitari. Dall'identikit ricostruito da Daphné, la madre identifica nell'uomo col quale Fanny aveva litigato Loïc Ballant, che la figlia frequentava quando lei aveva 16 anni e lui 21: Thierry e Odile fecero di tutto per impedire al Fanny di frequentare Loïc, già “in mezzo a parecchi giri” (tra l'altro, fece grande scalpore la sua rapina a mano armata ai danni di una stazione di servizio), ma non ci fu niente da fare. Loïc doveva scontare quindici anni di carcere, ma grazie a uno sconto di pena è uscito il mese precedente. Loïc conferma ad Adam di aver litigato con Fanny, ma che non è stato lui a ucciderla poiché si trovava a casa sua, da solo; da un mese è in libertà vigilata con un braccialetto elettronico, perciò non poteva allontanarsi oltre gli orari consentiti per fare il buttafuori in una discoteca.
Morgane visita sua madre Agnes e le mostra la parte di video in cui lei aveva litigato con Romain. Agnes risponde che all'epoca non aveva notizie di lei da mesi, che non rispondeva alle sue telefonate, e che quando seppe che era incinta volle esserle vicino, per la bambina. Agnes dice a Morgane di credere che Romain l'abbia semplicemente lasciata.
Morgane scopre che la clinica veterinaria di Fanny, solitamente dall'ottima reputazione, negli ultimi sei mesi è stata stranamente oggetto di varie critiche negative. Morgane spiega ad Adam che Fanny aveva un secondo domicilio dove era stata vista entrare dall'infuriato proprietario di una tarantola che era morta durante una visita. I due visitano l'appartamento affittato da Fanny e scoprono che la veterinaria ci nascondeva gli animali che apparentemente morivano nelle visite: infatti Fanny trafficava animali esotici. Morgane capisce che i soldi servivano a Fanny per comprare una casa; Adam contatta l'agenzia immobiliare dalla quale viene a sapere che lei aveva già firmato il preliminare d'acquisto e che si sarebbe presentata col marito, anche se l'uomo al telefono non l'ha visto. Morgane osserva la foto della casa e nota nel giardino alcune camelie, presenti anche nell'appartamento segreto di Fanny, e ricordando che Camille indossa una collana a forma di camelia e che il suo stesso centro estetico si chiama La signora delle camelie, ritiene che in realtà l'uomo nella vita di Fanny sia in realtà Camille.
Camille spiega che quando due anni lei e Paul ebbero un periodo di crisi, incontrò Fanny e se ne innamorò; era intenzionata a divorziare, ma non subito, per evitare un dispiacere a Maël, che adorava Fanny. Quando però un giorno Fanny ricevette un'eredità, disse a Camille di voler comprare una bella casa vicino a una scuola per Maël; Adam le rivela che in realtà i soldi per la casa provenivano dal traffico di animali esotici. Paul sapeva che Camille stava per lasciarlo; Adam lo porta in centrale e chiede a Morgane di aspettare Maël per riportarlo a casa. Il bambino mostra a Morgane la cintura blu appena vinta, il che le fa tornare in mente una foto di Maël con la cintura gialla trovata nell'appartamento segreto di Fanny. Gilles mostra a Paul un libro sugli animali esotici, che l'uomo spiega essere stato regalato al figlio da Fanny, e al cui interno si trova anche un articolo sulla phyllobates terribilis. Dopo alcuni momenti di silenzio, Paul afferma di aver ucciso Fanny per salvare il suo matrimonio e il legame col figlio di conseguenza viene rimandato a giudizio al giorno successivo. Parlando con Adam, Morgane si domanda come mai Fanny tenesse tra le sue cose una foto di Maël che risale a prima ancora di conoscerlo: in questa foto, infatti, Maël ha la cintura gialla, e per progredire fino a quella blu occorrono almeno quattro anni: Fanny avrebbe quindi spiato la famiglia Duez per due anni prima di incontrare Camille.
Leggendo l'articolo sulla rapina alla stazione di servizio, Morgane scopre che oltre a Loïc c'era una giovane ragazza, che deduce essere Fanny. Morgane si reca alla discoteca dove Loïc lavora e gli domanda perché non ha raccontato alla polizia che Fanny aveva fatto quella rapina con lui, dicendogli che essendo allora Fanny minorenne le avrebbe dato al massimo tre anni, e a lui poco più; prima di andarsene, Morgane osserva il modo in cui Loïc tiene le mani incrociate è capisce se lui ha mentito è perché Fanny era incinta. Morgane, portandosi dietro i figli trova Adam, rovinandogli un appuntamento, facendo credere che sono la sua numerosa famiglia e gli spiega che in realtà la persona a cui Fanny voleva avvicinarsi non era Camille, ma Maël: Fanny aveva rapinato la stazione di servizio con Loïc dodici anni prima, e lui la coprì; inoltre, Loïc incrocia le mani tenendo il pollice destro sopra a quello sinistro, una caratteristica molto rara che possiede anche Maël; essendo questo un tratto genetico, Maël è quindi il figlio biologico di Fanny e Loïc.
Camille viene interrogata. Adam le racconta che Fanny era rimasta incinta da minorenne e che era stata obbligata dai genitori a dare il figlio in adozione, e perciò costretta a partorire in anonimato; in seguito però cercò di ritrovare il figlio, riuscendoci. Tuttavia, Fanny non aveva previsto che Camille si sarebbe innamorata di lei, a quel punto però non poteva fare marcia indietro e si vide obbligata ad assecondare Camille pur di rimanere vicino al figlio, perché in caso contrario avrebbe voluto dire non rivedere mai più Maël; Fanny quindi stette al gioco, finché Camille scoprì la verità. Quest'ultima cerca di dissimulare, ma Adam le rivela che Paul, che nonostante non sia perfetto la ama, si è assunto la colpa per proteggerla e rischia tra i venti e i trent'anni di carcere. Allora Camille confessa che il giorno in cui Fanny e Loïc litigarono alla clinica, lei era lì per prendere Maël; Loïc urlava di essere stato tradito, che si era rovinato la vita per lei, e quando Camille fu sul punto di intervenire, Loïc chiese a Fanny perché aveva dato loro figlio ai Duez. Camille allora comprese perché Fanny insisteva per vivere insieme, il modo di parlare del suo essere madre come della cosa più straordinaria del mondo: l'unico desiderio di Fanny era ricongiungersi con Maël (il quale tra l'altro diceva a Camille di voler diventare veterinario, proprio come Fanny). Oltre a sentirsi tradita, Camille aveva sempre avvertito un complesso di inferiorità nei confronti della madre biologica di Maël, e quando scoprì che la donna in questione era proprio Fanny, temette di perderlo. Prima di essere arrestata, Camille si scusa con Paul, che la perdona. Loïc regala un fumetto a Maël, scosso dalla situazione, si scusa per la scenata alla quale ha assistito in clinica e gli dice che, come lui, voleva bene a Fanny; Maël lo ringrazia prima di andarsene con Paul.
Céline e Adam comunicano a Morgane una brutta notizia: nel dicembre 2005, a Dunkerque, è stato ritrovato il corpo di un giovane morto accidentalmente, la cui autopsia ha riscontato un aneurisma; sebbene non sia stato identificato all'epoca, credono che possa trattarsi di Romain, in quanto fisicamente la descrizione corrisponde in modo preciso. Morgane si allontana incredula.
- Altri interpreti: Christelle Cornil (Camille Duez), Christophe Sermet (Paul Duez), Thao Maerten (Maël Duez), Frédéric Quiring (Loïc Ballant), Agnès Château (Odile Mariani), Jacques Bouanich (Thierry Mariani), Gérard Watkins (dottor Lacombe), Maxime Bailleul (tatuatore), Caroline Corme (Sophie), Florian Gossoin (veterinario ausiliario).
- Ascolti Belgio: telespettatori 562 949 – share 33,6%[3].
- Ascolti Italia: telespettatori 3 582 000 – share 20,30%[5].

## Tale padrone, tale cane
- Titolo originale: Tel maître, tel chien
- Diretto da: Laurent Tuel
- Scritto da: Julien Anscutter, Charlène Galan, Alice Chegaray-Breugnot e Stéphane Carrié

### Trama
La squadra indaga sul caso del 62enne Émilien Kerr, traduttore dal tedesco, vittima di un tentato omicidio da parte di qualcuno che ha provato a ucciderlo soffocandolo con un sacchetto di plastica mentre stava portando a spasso il cane, e che è stato trovato appena in tempo dalla custode dell'edificio. Perlustrando la casa con Adam, Morgane capisce che l'aspetto insolitamente curato di Émilien era probabilmente dovuto ha un incontro che avrebbe dovuto avere, e infatti, come conferma il barbiere dal quale era stato, Émilien si stava preparando per andare a cena con la figlia. Eppure la 29enne Alexa spiega ad Adam di non parlare col padre dal 2010, cioè da quando lo accusò di aver ucciso la madre: ella, vittima di violenza domestica, aveva aspettato che la figlia se ne fosse andata di casa prima di suicidarsi. Alexia si trovava a casa da sola, ma siccome nessuno può testimoniarlo, in base agli elementi finora ottenuti viene tenuta in custodia cautelare, mentre per il momento Morgane prende con sé il cane di Émilien, che soprannomina Ryan.
Adam, Morgane e Gilles incontrano la dottoressa Isabelle Meyer, che ha preso in cura Kerr, il quale è ormai diventato un vegetale: per staccare il respiratore serve il consenso di sua figlia Alexia, la quale però non ne vuole sapere. Viene interrogata Coline Guyot, la ragazza che Gilles aveva incontrato in ospedale e che sostiene di essere la figlia segreta di Émilien, in base a uno scambio d'email intercorso tra i due, e con la quale l'uomo ha cenato la sera precedente. Coline racconta che sua madre conobbe uno studente francese a Monaco di Baviera nel 1995, e quando tornò in Francia scoprì di essere incinta; la ragazza desiderava conoscerlo e contattò tutte le università di Monaco per avere la lista degli studenti dell'epoca, e quando Coline gli telefonò, Émilien la volle conoscere all'istante, dicendole che aveva sbagliato con l'altra figlia ma che non avrebbe sbagliato di nuovo. Quando però Adam pronuncia una frase in tedesco, riportata nel doppiaggio italiano con gravi errori fonetici, morfosintattici e lessicali, Coline si mostra spaesata e alla fine ammette di essere stata ingaggiata alcune settimane prima su Instagram per fingersi figlia di Émilien, ma di non conoscere l'identità della persona che l'ha ingaggiata: infatti Coline è un'attrice e lavora a un chiosco di cucina messicana per arrotondare ma, siccome le servivano soldi, ha accettato di incontrare Émilien e convincerlo a effettuare un test di paternità, cosa strana perché sarebbe risultato negativo. Coline spiega che secondo l'accordo doveva lasciare in una cassetta delle lettere una fiala di sangue di Émilien e poi interrompere ogni contatto con lui; Émilien però le scriveva e lei non se la sentì di sparire e così cenò con lui, ma giura che quando se ne andò lui stava benissimo. Adam spiega a Céline che chi ha contattato la ragazza su Instagram ha usato messaggi criptati, quindi non v'è traccia dello scambio, e sulla cassetta delle lettere c'è un nome falso, quindi l'unica prova che hanno sono i 5 000 euro dati a Coline.
Daphné mostra a Morgane i video delle vie circostanti per controllare se Coline si trovava nei paraggi. Di sera, osservando i notiziari e ripensando ai video recuperati da Daphné in cui sono presenti numerosi ingorghi, Morgane arriva alla conclusione che, tra le 8 e le 9, nella zona del ritrovamento di Émilien, il traffico è perennemente bloccato. Per fare una prova, il mattino seguente Morgane chiama l'ambulanza, che arriva sul posto in poco più di 8 minuti; il paramedico spiega che il giorno precedente sono arrivati in fretta perché erano già nei paraggi per un'urgenza, ma che quando sono arrivati non c'era nessuno, ma quando la custode ha contattato il centralino sono intervenuti subito: l'assassino ha quindi fatto in modo che vicino ci fosse un'ambulanza. Cinque minuti sono sufficienti per permettere al cuore di ripartire, ma lo sono anche per trasformare qualcuno in vegetale, ecco perché chi ha ingaggiato la falsa figlia aveva bisogno di una fiala di sangue: per verificare che il gruppo sanguigno di Émilien fosse compatibile. Émilien infatti un gruppo sanguigno molto raro, lo 0 negativo, posseduto solo dal 6% della gente: perciò per qualcuno col suo stesso gruppo sanguigno e in attesa di trapianto la sua morte sarebbe una grande svolta, che vale tutti i 5 000 euro pagati a Coline. Daphné consegna ad Adam e Céline la lista d'attesa dei trapianti: il sospettato è Clément Saada, un 35enne in attesa di trapianto di cuore da 7 anni, e che 6 settimane prima si è aggravato balzando in cima alla lista, ossia più o meno quando Coline è stata ingaggiata per ottenere la provetta di sangue. Clément è ricoverato all'ospedale di Lilla, la struttura più vicina al luogo dell'aggressione a Émilien.
Adam e Morgane incontrano Clément, affetto da cardiomiopatia dilatativa, ed è quindi sottoposto a un'assistenza ventricolare meccanica; da qualche settimana la pompa ventricolare non mantiene il ritmo, e perciò è stato ricoverato. Morgane scopre che la risonanza magnetica è vietata a Clément perché i campi magnetici potrebbero alterare la pompa che fa funzionare il suo cuore, oltre al fatto che il badge dell'infermiera Martine è smagnetizzato; ciò significa che nella stanza c'è qualcosa che crea il campo magnetico; osservando la direzione assunta da alcune graffette e usando anche la sua collana di metallo, Morgane trova alcuni magneti dentro il cuscino di Clément, e deduce che per concepire un piano simile servano competenze mediche. Clément si agita e viene portato in terapia intensiva.
Il cane Ryan scappa e Morgane va a cercarlo con Adam. Una volta trovato davanti a casa di Émilien, Morgane gli dice che il suo padrone è morto ed è inutile che rimanga lì. Questo discorso però è riferito più a sé stessa, poiché Morgane è ancora profondamente addolorata nell'aver appreso della morte di Romain.
Adam avverte Morgane che le condizioni di Clément si sono aggravate, poi spiega ad Alexia la situazione: la ragazza è turbata, perché pur odiando il padre non si sente sollevata come avrebbe creduto, e se dovesse firmare per staccare la spina e acconsentire al trapianto di organi farebbe il gioco dell'assassino; Adam però le assicura che Clément non c'entra, che suo padre è clinicamente già morto e che con il trapianto salverà altre vite; Alexia quindi si convince e firma per il trapianto. Dopo aver osservato la dottoressa Meyer firmare dopo Alexia, Morgane chiede a Martine di consegnarle i turni delle scorse settimane, poi interroga la stessa Isabelle: Quest'ultima ha fatto in modo di essere di guardia quasi tutte le notti da quando Clément è stato ricoverato, e sapendo che Clément non avrebbe ottenuto un cuore ha fatto in modo di alterare la pompa per farlo balzare in cima alla lista d'attesa; infine, gli ha trovato un cuore compatibile uccidendo un'altra persona, un atto che viola il giuramento di Ippocrate. Tuttavia, Isabelle ha messo a tacere la coscienza perché Isabelle aveva curato la moglie di Kerr diverse volte prima del suo suicidio (difatti Morgane ha riconosciuto la firma della cartella). Isabelle dichiara che nessuno sa che lei e Clément hanno una relazione, altrimenti non avrebbe potuto averlo in cura; i due stanno insieme da tre anni e lei lo vede morire a poco a poco: anche se non ha potuto salvare la moglie di Émilien, ora invece può salvare Clément. L'operazione di Clément riesce con successo, e in seguito Isabelle viene arrestata.
Morgane rincontra casualmente Coline, alla quale rivela che Émilien è morto. Coline è dispiaciuta perché anche se lo conosceva appena erano entrambi soli, ed era un po' come se si fossero trovati. Morgane, non sapendo cosa fare con Ryan, regala il cane alla ragazza. Nel giardino di casa, Morgane e Théa organizzano una sorta di piccolo funerale in memoria di Romain.
- Altri interpreti: Juliette Navis (dottoressa Isabelle Meyer), Emmanuel Plovier (Émilien Kerr), Léa Zerbib (Alexia Kerr), Julien Bravo (Clément Saada), Jeanne Guittet (Coline Guyot), Éric Beauchamp (paramedico), Audrey Chapon (custode), Marie-Josée Billet (Martine), Michaël Wiame (barbiere).
- Ascolti Belgio: telespettatori 563 235 – share 35,1%[3].
- Ascolti Italia: telespettatori 4 394 000 – share 18,60%[6].

## Attrazione fatale
- Titolo originale: Hep et Soja
- Diretto da: Laurent Tuel
- Scritto da: Alexandra Julhiet, Laurent Vignon, Julien Anscutter, Alice Chegaray-Breugnot e Stéphane Carrié

### Trama
Adam rimane turbato da un sogno in cui viene resa chiara l'attrazione che il poliziotto inconsciamente prova per Morgane. Intanto, Théa segue la madre alla centrale per una settimana come parte del suo stage scolastico.
Alex Viniali, 46enne divorziato e di professione agente immobiliare, viene trovato morto nello spogliatoio, gioca infatti in una squadra di calcio amatoriale; i compagni dicono che toccava a lui chiudere. Alex è stato colpito a più riprese prima di morire sbattendo contro un attaccapanni, e al polso porta un smartwatch che misura la frequenza cardiaca, grazie al quale viene stabilito che è morto alle 22:48. Analizzando l'ambiente e l'orologio, Morgane capisce che Alex ha avuto un rapporto sessuale mezz'ora prima di morire. In una tasca viene trovato un biglietto con scritto Josepha. Adam, Morgane e Gilles visitano Hugo, il figlio 17enne della vittima: il ragazzo non si è allarmato subito perché spesso il padre usciva con gli altri a bere dopo l'allenamento, per cui ha aspettato un giorno per denunciarne la scomparsa; non ha inoltre idea di chi potesse avercela con lui. Cyril Prigent, il padrino di Hugo, spiega a Morgane che la madre del ragazzo è sparita quando Hugo era ancora piccolo, poi Alex ha passato un momento difficile, così lui e sua moglie Hélène venivano ad aiutarlo col figlio.
Myriam Forestier, direttrice di una boutique d'abbigliamento di fronte all'agenzia di Alex. Myriam dichiara di avere avuto una storia d'amore con Alex, ma Morgane capisce presto che non è così, anche perché quando era venuta a casa dell'uomo mentre loro stavano parlando con Hugo e Cyril, aveva portato una torta con burro e farina, mentre Alex è intollerante al glutine: infatti Myriam è un'erotomane, cioè è convinta di essere ricambiata nonostante le evidenze contrarie; in passato venne perfino denunciata da un altro uomo. Myriam racconta che spesso, quando Alex veniva in negozio, aveva il viso coperto di lividi come se l'avessero picchiato, ma lui non ne rivelava la causa; effettivamente Daphné scopre che l'uomo è finito diverse volte all'ospedale negli ultimi mesi. Alex pare non cercasse una compagna e stava sempre insieme al figlio, col quale condivideva la passione per il calcio. Chiedendo un consulto ai suoi followers, Théa scopre che Josepha non è il nome di una donna, ma di una zona industriale distante 50 km da Lilla, a ovest.
Daphné trova un video postato cinque giorni prima in cui viene mostrato uno scontro tra tifosi di calcio: Alex era un ultrà, e Adam riconosce nell'abbigliamento di uno di loro quello indossato da Alex al momento della morte. Lo scontro vede protagoniste due tifoserie rivali di Lilla, Red Dogs e Vikings: Alex era membro del primo gruppo, e in base al video risulta anche uno degli ultras più violenti. Questi scontri vengono organizzati online, fissando il numero di partecipanti e la durata massima di 3 minuti, e quando un gruppo prevale sull'altro si fermano. Frédéric Van Heart, l'uomo steso a terra picchiato da Alex, appartiene ai Vikings ed è stato schedato come tifoso violento; dopo il pestaggio ha passato tre giorni in ospedale e ne è uscito il giorno prima dell'omicidio. Adam e Morgane interrogano Frédéric e l'assistente Jean-Marc nella loro officina. Frédéric dichiara che la sera dell'omicidio si trovava in casa, e che agli scontri non possono mai partecipare minorenni e donne, non si colpisce un uomo a terra e ci si picchia a mani nude; eppure, nel video esaminato lui era stato picchiato con una spranga di ferro. Jean-Marc spiega che il loro gruppo voleva vendicare Frédéric, ma il capo degli avversari, che si fa chiamare Big Daddy, venne di persona per parlare con lui e dirgli che avrebbe sistemato la questione.
Théa dice ad Adam di aver intuito che gli interessa sua madre, ma lui nega con fermezza.
Morgane si reca a Le Narval, il bar dove abitualmente si incontrano i Red Dogs; qui giunge anche Cyril, che Morgane scopre essere Big Daddy, e viene arrestato. Cyril, che quando non lavora come dirigente diventa un ultrà, è un nome cercato da tempo dai poliziotti dell'antisommossa, ed è lui che risolve i “problemi” dei Red Dogs: è andato da Frédéric il giorno prima dell'omicidio e gli ha promesso di risolvere la questione con Alex di persona. Cyril giura di non aver pestato Alex, che lo aveva promesso a Frédéric solo per farlo calmare, poi rivela che non era stato Alex a picchiare Frédéric a Josepha, ma suo figlio Hugo: il ragazzo si era messo gli abiti del padre, e col casco Cyril non ha notato la differenza; solo dopo comprese che era lui.
Morgane si ingelosisce a causa di un appuntamento galante dell'ex marito Ludovic.
Rivendendo il filmato della rissa con Théa, Morgane nota che Hugo sorpassa gli altri partecipanti per aggredire specificatamente Frédéric. Morgane, ricordandosi che Myriam era fissata con Alex, cerca di ottenere qualche informazione, e nota un tipo di camicia che ricorda di aver visto indossare da Frédéric, e che Myriam credeva invece che Alex volesse per sé, nonostante fosse di una taglia più grande della propria. Rimettendo insieme tutti gli indizi, Morgane comprende che Alex e Frédéric avevano una relazione. Rinterrogato da Adam, Hugo dichiara di essersi infiltrato tra gli ultras per rendere fiero suo padre, che non gli avrebbe impedito di partecipare. Daphné riceve una chiamata da Gilles: Frédéric vuole uccidere Cyril al bar dei Red Dogs. Morgane e Adam si recano sul posto con Hugo. Circondato dalla polizia, Frédéric minaccia di uccidere Cyril con un coltello, convinto che abbia fatto fuori Alex dopo aver scoperto che Alex era gay, proprio come Frédéric. Allora Morgane spinge Hugo a dire la verità: Hugo confessa che suo padre aveva saputo cosa aveva fatto a Josepha, aveva perso le staffe e voleva lasciare i Red Dogs; Alex ammise di amare Frédéric e che voleva cambiare città con lui, ma Hugo non voleva andarsene con loro, voleva rimanere a Lilla con la sua famiglia, Cyril e i Red Dogs; si picchiarono, Alex sbatté la testa e morì. Hugo però non voleva ucciderlo, si è trattato solo di una fatalità. Frédéric e Hugo vengono arrestati, anche se Cyril promette al ragazzo che lui e la moglie gli resteranno accanto.
Sofiane, fratello di Adam e suo coinquilino, scherza col fratello sul fatto che gli piace Morgane. Allo stesso tempo Morgane sogna di entrare in intimità con Ludovic, ma quando il suo viso si trasfigura in quello di Adam, Morgane si sveglia sconvolta.
- Altri interpreti: Alexandre Picot (Frédéric Van Heart), Gilles Creton (Alex Viniali), Jules Houplain (Hugo Viniali), Frédéric Épaud (Cyril Prigent), Pauline Clément (Myriam Forestier), Michel Masiero (supporter), Ludovic Berthillot (Jean-Marc).
- Ascolti Belgio: telespettatori 563 235 – share 35,1%[3].
- Ascolti Italia: telespettatori 3 652 000 – share 18,90%[6].

## Cocktail Molotov
- Titolo originale: Cocktail Molotov
- Diretto da: Laurent Tuel
- Scritto da: Soiliho Bodin, Nicolas Clément, Alice Chegaray-Breugnot e Stéphane Carrié

### Trama
Axel Maertens, 32enne istruttore di carro a vela e kitesurfing, oltre che direttore del club nautico, viene rinvenuto morto sulla spiaggia di Malo-les-Bains: l'uomo è stato strangolato, trascinato per 200 metri ed è così morto per impiccagione. Morgane e Adam raggiungono il suo alloggio, che all'esterno è stato imbrattato con la parola pervertito con la vernice; entrando, capiscono che l'omicidio è avvenuto lì, e che il corpo è stato trascinato in spiaggia affinché lo vedessero in molti. Poco dopo arriva una collega di Alex, la quale afferma che l'uomo non era affatto un pervertito, ma che invece era amato da tutti, e che si vedeva con una donna; da qualche mese si sentiva minacciato ed era sempre più nervoso. Jonathan Gourvil, uno degli alunni di Alex, dichiara di aver visto un uomo entrare furtivamente nel club nautico, ma al momento dell'identikit lo descrive praticamente come sé stesso, perciò viene preso in custodia cautelare, anche perché ha dei precedenti ed è uscito di prigione quattro mesi prima. Gilles e Daphné informano della cosa lo chef Patrick Dewülf, il quale lavora con un'associazione per il reinserimento dei detenuti, che descrive Jonathan come un ragazzo affidabile e irreprensibile; tuttavia un apprendista ammette che dopo essere tornati a casa lo ha sentito uscire di nuovo, senza tornare la mattina successiva.
Interrogato da Adam, Jonathan sostiene di aver picchiato Axel quando questi si è dichiarato innocente rispetto alle sue accuse del ragazzo di averlo violentato al mare, in campeggio, quando aveva 13 anni, e di aver provato a distrarsi girandosi verso il mare e il faro in lontananza. La psicologa Sabine Muller spiega ad Adam e Morgane che il ragazzo presenta uno stato dissociativo transitorio, che la madre era single e si è suicidata quando lui ancora era in fasce, e che il suo percorso di affidamento è stato caratterizzato da maltrattamenti e abbandoni, ma che alla fine è riuscita a trovargli un posto nella cucina dello chef Patrick Dewülf. Leggendo i messaggi sul cellulare di Jonathan, Morgane non crede che sia stato lui a scrivere con lo spray la parola infamante sull'alloggio di Axel, infatti trova pervertito scritto sbagliato più volte. Mentre è in casa e beve una lattina, Morgane ha un'intuizione, e nell'uscire di casa trova Adam, che aveva già previsto le sue associazioni di idee, che spesso la fanno finire in situazioni bizzarre e la porta verso piste assurde; nonostante questo significhi avviare un'indagine non autorizzata alle spalle di Céline, Adam decide di accompagnarla nuovamente al club nautico: nell'alloggio di Axel, Morgane gli spiega che, in base a dei referti medici, cinque mesi prima l'uomo è stato ricoverato per delle bruciature causate da un frigo che gli è esploso in faccia; ovviamente il frigo non funziona più, ed è per questo che la soda che aveva bevuto lì la prima volta che ci erano andati era calda. Non si tratterebbe però di un incidente domestico, ma è stato provocato da una commistione di insetticida e gas freon, perciò il frigo è stato manomesso. In questo caso sicuramente non è stato Jonathan, che allora era ancora in prigione.
In base all'analisi delle impronte digitali, l'autrice della manomissione risulta essere la 20enne Lucie Vandorme, con precedenti per borseggio. Dopo aver provato inutilmente a fuggire, la ragazza dice ad Adam di essere stata violentata da Axel, e che quando è morto lei stava lavorando alla stazione di servizio; non conosce Jonathan, anche se hanno posato insieme per una foto con gli altri apprendisti di Dewülf. Rimasti soli, Morgane spiega ad Adam che Axel non ha mai violentato nessuno, e che sia Jonathan che Lucie hanno mentito: hanno descritto lo stupro nello stesso modo, con le stesse identiche parole, gli stessi dettagli nello stesso ordine. Secondo Morgane non devono chiedersi perché l'hanno ucciso, ma per chi, cioè per qualcuno che li conosce entrambi, per cui nutrono ammirazione e che ha offerto loro una seconda occasione: decidono così di andare a mangiare al ristorante stellato di Dewülf (e per l'occasione Adam le compra un abito elegante). Qui, Morgane nota come Hélène, moglie di Dewülf, sia particolarmente scombussolata e distratta, e ripensando alle foto di Axel trovate al club nautico, in particolare basandosi sul profilo di un'ombra, intuisce che la donna che era la sua amante era proprio Hélène. Quest'ultima spiega ad Adam di essere certa che suo marito non ne sappia niente, che la storia con Axel era solo un'avventura e che lui era stato minacciato da un certo Tony per una questione di soldi. Morgane rivela a Dewülf che Hélène l'ha tradito.
Di sua iniziativa, Adam porta Morgane nella roulotte dove Axel abitava, e dove si lascia sfuggire un apprezzamento verso di lei, che cerca goffamente di mascherare come semplice stima lavorativa. Arrivano Tony e i suoi sgherri, e dalle minacce proferite i due capiscono che 14 anni prima Axel ha fatto da palo durante una rapina. Dopo che i due vengono fatti uscire con la forza Adam viene colpito da Tony, ma ordina a tutti di andarsene dopo aver sparato al braccio di uno degli sgherri per impedirgli di strozzare Morgane. Adam e Morgane rivelano a Céline come hanno condotto le indagini per conto proprio; Céline rivela che dai risultati delle analisi si evince che sulla corda usata per strangolare Axel c'è proprio il DNA di Jonathan, che quindi risulta essere il colpevole. Mentre si riposa, Morgane collega le dichiarazioni fatte da Jonathan e Lucie a un dépliant della psicologa Sabine Muller, che raffigura un faro nella notte. Adam scopre che 14 anni prima il marito della Muller è stato assassinato durante una rapina nel loro studio, e che gli autori del delitto non sono stati catturati.
Morgane si reca nello studio della psicologa e la mette di fronte all'evidenza: Sabine ha indotto nelle menti prima di Lucie e poi di Jonathan dei falsi ricordi per indurli a uccidere Axel, riuscendoci solo con il secondo; grazie all'ipnosi si è creata delle marionette per usarle come “arma” per uccidere Axel, infatti lo studio della dottoressa riproduce lo stesso ambiente del presunto stupro. Allora Sabine confessa: per 14 anni, da quando il marito è morto, ha smesso di vivere, ma quando si è recata al club nautico per noleggiare un carro a vela ha riconosciuto la voce di Axel e ha deciso di fargliela pagare. Quando Morgane le dice che non può lasciare che Jonathan finisca in galera, Sabine risponde che è impossibile risalire a lei; tuttavia, arriva Adam e le rivela che hanno trovato tra le sue cose molte tracce della vernice usata per imbrattare l'alloggio di Axel, perciò la donna viene arrestata e confessa di aver manipolato i ragazzi, il che potrebbe permettere a Jonathan di tornare in libertà se il giudice gli riconoscerà l'infermità mentale, a patto che si curi.
Céline dichiara ad Adam di essere delusa dal suo comportamento poiché ha infranto moltissime regole, e che se la cosa dovesse giungere ai vertici non potrà fare nulla per lui. Per festeggiare la loro prima inchiesta non ufficiale, Morgane manda un messaggio ad Adam per invitarlo a cenare insieme e poi andare a un concerto di musica celtica, ma lui non si presenta.
- Altri interpreti: Delphine Braillon (Sabine Muller), Cédric Weber (chef Patrick Dewülf), Anne-Sophie Wilkin (Hélène Dewülf), Lucas Phiv (Jonathan Gourvil), Tess Boutmann (Lucie Vandorme), Céline Romanowski (istruttrice balneare), Gwenaël Clause (Tony), Guillaume Matton (apprendista di Dewülf).
- Ascolti Belgio: telespettatori 605 143 – share 38,2%[3].
- Ascolti Italia: telespettatori 3 797 000 – share 16,4%[7].

## Uomo di poca fede
- Titolo originale: Homme de peu de foi
- Diretto da: Laurent Tuel
- Scritto da: Stéphane Carrié e Alice Chegaray-Breugnot

### Trama
La squadra indaga sull'omicidio della pattinatrice 24enne Pauline Garcia, investita con la propria automobile vicino a un canale. L'unica testimone della sua morte è Émilie, che però è cieca ed è accompagnata da un cane guida, Gatsby. Il padre di Pauline, Filipe, spiega che la figlia era così brava da essere stata selezionata per la squadra olimpica, che si dedicava solo a quello e avrebbe pensato all'amore una volta smesso di pattinare, e che aveva prestato una copia delle chiavi della sua macchina a Iris Beauchamps, la sua allenatrice; nella stanza della ragazza Morgane trova un flacone di antidepressivi. Adam e Morgane informano Iris della morte di Pauline; l'allenatrice spiega di aver gestito la sua carriera per 15 anni ed era una campionessa di raro talento, ma che negli ultimi tempi aveva smesso di impegnarsi, avevano avuto una brutta lite e quindi alla fine l'ha esclusa dalla squadra olimpica. Iris restituisce la copia delle chiavi e presenta un alibi confermato dal custode della struttura.
Mentre Morgane e Ludovic ritrovano una certa complicità, Adam si riscrive su un'app d'incontri.
Dai tabulati telefonici di Pauline risulta che la sera prima di morire ha chiamato un numero non presente nella sua rubrica, che apparteneva a un dj morto quattro mesi prima, Sylvain Dubois di Saint-Omer, anche lui investito con una macchina; apparentemente, tuttavia, i due non si conoscevano. Adam e Morgane si recano a casa della compagna di Sylvain, Rebecca Weil, la quale spiega che lui lavorava da 15 anni, aveva un bel giro nei locali della regione e partecipava spesso a eventi di vario tipo; il giorno della sua morte aveva un appuntamento con una coppia che voleva ingaggiarlo per il proprio ricevimento di nozze, e la sua auto, con la quale hanno ipotizzato sia stato investito, è sparita. Adam mostra a Rebecca una foto di Pauline, informandola che molto probabilmente l'assassino è lo stesso del suo compagno. Il capitano Tardieu mostra a Adam e Morgane dei filmati dell'incidente di Sylvain, evidentemente attirato nel parcheggio con la scusa di un'offerta di lavoro; nel video, prima dell'incidente, si vede un uomo incappucciato fare jogging che urta Sylvain, così da rubargli le chiavi dell'auto e poi investirlo. Ipotizzando che a Pauline sia successo lo stesso, Adam chiede a Gilles di convocare Émilie. L'auto di Sylvain viene rinvenuta immersa in un canale, come già accaduto con quella di Pauline, e anche in questo caso tra gli effetti viene trovata una cartolina dell'abbazia di Saint-Benoît, con le quali l'assassino aveva dato loro appuntamento. Émilie dice che mentre stava portando a spasso il cane ha incrociato qualcuno che correva, che ascoltava musica rock con delle cuffiette e che probabilmente stava bevendo una bibita. Céline ammette ad Adam di avercela con lui: pur essendo il capo ha l'impressione di avere solo dei nemici mentre lui era l'unico su cui si poteva appoggiare, ma dopo averle mentito guardandola dritta negli occhi ora sente di essere sola.
Il parroco dell'abbazia mostra a Morgane e Adam il registro dei matrimoni dell'ultimo anno, e scoprono che alcuni mesi prima si sono tenute le nozze di Iris e Bruno, dove Pauline era una dei testimoni e dove era stato ingaggiato Sylvain. Daphné mostra a Morgane e Adam le tante fotografie del ricevimento di nozze, dalle quali Morgane deduce che tra Sylvain e Pauline c'è stato un flirt e sono andati via insieme. Rebecca era incinta nel momento del matrimonio, Sylvain ne ha approfittato per tradirla e i due si erano lasciati prima della nascita della figlia Manon, che infatti porta il cognome della madre in quanto lei non ha voluto che la riconoscesse. Rebecca era già stata tradita altre volte da Sylvain, ma stavolta era anche incinta, così si è stufata e l'ha lasciato; tuttavia, qualche mese dopo la nascita di Manon si sono rimessi insieme e lui ha rigato dritto. Rebecca rivela anche che il compagno non aveva rivenduto la macchina che aveva prima: l'ha messa nel granaio perché aveva avuto un guasto, ma non voleva separarsene. In realtà l'automobile funziona ancora, al contrario il vetro del parabrezza è rotto; mediante una lampada a raggi ultravioletti, Adam scopre che sull'auto sono presenti alcune tracce di sangue.
Sylvain e Pauline, ubriachi, si sono dunque allontanati con la macchina di lui, e mentre si stavano scambiando effusioni hanno investito qualcuno, ma non volevano andarci di mezzo: lui stava per diventare padre, lei sognava le Olimpiadi; si resero colpevoli di omissione di soccorso e fecero quindi finta di niente. Sylvain non ne rimase troppo sconvolto, ma Pauline iniziò a perdere la concentrazione; un anno dopo ricevettero l'invito a un appuntamento al quale sentirono di dover andare. Adam continua a comportarsi in modo distaccato con Morgane, allora lei ribadisce di non averlo obbligato a partecipare all'inchiesta non ufficiale, poiché lui si è offerto volontariamente. Daphné scopre che dopo la festa di matrimonio di Iris e Bruno, lungo un dirupo è stata trovata una ciclista finita in rianimazione per tre settimane, poi divenuta cieca: Émilie.
Interrogata da Adam e Gilles, Émilie racconta che un anno primo è stata travolta di spalle da un'auto, ma che i poliziotti non hanno mai capito chi è stato; dichiara inoltre di non aver potuto commettere gli omicidi di Pauline e Sylvain, essendo cieca, e fa per andarsene. Morgane li raggiunge e spiega che un cane guida è addestrato a toccare sempre una mano o una gamba del padrone con il muso prima di spostarsi, così la persona cieca sa dove si trova il cane, cosa che Gatsby non ha fatto con Émilie, e questo perché sa che la padrona non è più cieca. Morgane le toglie gli occhiali e spiega che il giorno precedente si è sentita in difficoltà perché non si aspettava di essere richiamata dalla polizia, e si è dovuta inventare di sana pianta uno che correva: in quel frangente (come ha potuto constatare Morgane sedendosi nello stesso punto di Émilie) notò un paio di cuffiette di Gilles, il volantino di un gruppo rock e la lattina di una bibita nel cestino dell'immondizia. A questo punto, Émilie è costretta ad ammettere di aver recuperato la vista da 6 mesi, tornata poco a poco, e nel frattempo ha preparato la sua vendetta: dopo averla investita, Pauline e Sylvain erano scesi dalla macchina e lei era finita nel fossato, senza riuscire a muoversi avendo perso la sensibilità a tutti gli arti, ma ci sentiva, e la prima cosa che sentì fu un'imprecazione di lui, preoccupato solo per la sua macchina; lei lo rimproverò, si misero a litigare parlando del matrimonio dei loro amici e poi se ne andarono via, lasciandola per terra a crepare.
Céline riceve una chiamata dal procuratore che ha ricevuto la segnalazione di un testimone che ha visto Adam sparare, il che ha portato all'apertura di un'indagine interna. Intanto Adam, ormai chiaramente innamorato di Morgane, interrompe un appuntamento con Laurine e decide di dichiararsi, ma quando giunge sulla porta di casa scopre che Morgane si è rimessa con Ludovic; finge allora di volerle solo restituire un cosmetico che lei aveva lasciato nella sua macchina, e si allontana sconfortato.
- Altri interpreti: Romane Portail (Émilie), Héloïse Wagner (Iris Beauchamps), Quitterie Picamoles (Rebecca Weil), Jack Claudany (capitano Tardieu), Céline Vitcoq (Laurine), Claudine Vigreux (maestra di Eliott), Mélissandre Fortumeau (Pauline Garcia), Julien Tortora (Bruno Baeuchamps), Husky Kihal (Filipe Garcia), Denis Duval (parroco), Justine Guerville (pattinatrice).
- Ascolti Belgio: telespettatori 605 143 – share 38,2%[3].
- Ascolti Italia: telespettatori 3 254 000 – share 17,3%[7].